# Église Notre-Dame d'Aillas-le-Vieux
Pour les articles homonymes, voir Église Notre-Dame.
L'église Notre-Dame d'Aillas-le-Vieux est une église catholique située dans le département français de la Gironde, sur la commune de Sigalens, en France.

## Localisation
L'église se trouve au lieu-dit Aillas-le-Vieux ; ce lieu-dit se trouve au nord-nord-est du bourg de Sigalens, à environ 2,5 km par la route, et peut être rejoint par la route départementale D124 vers le nord jusqu'au lieu-dit La Basse-cour (1,9 km) puis par une route vicinale vers l'est sur 600 m.

## Historique
L'édifice construit au XIIe siècle est inscrit au titre des monuments historiques par arrêté du 2 juillet 1987 pour ses façades et ses toitures.

## Galerie de photos

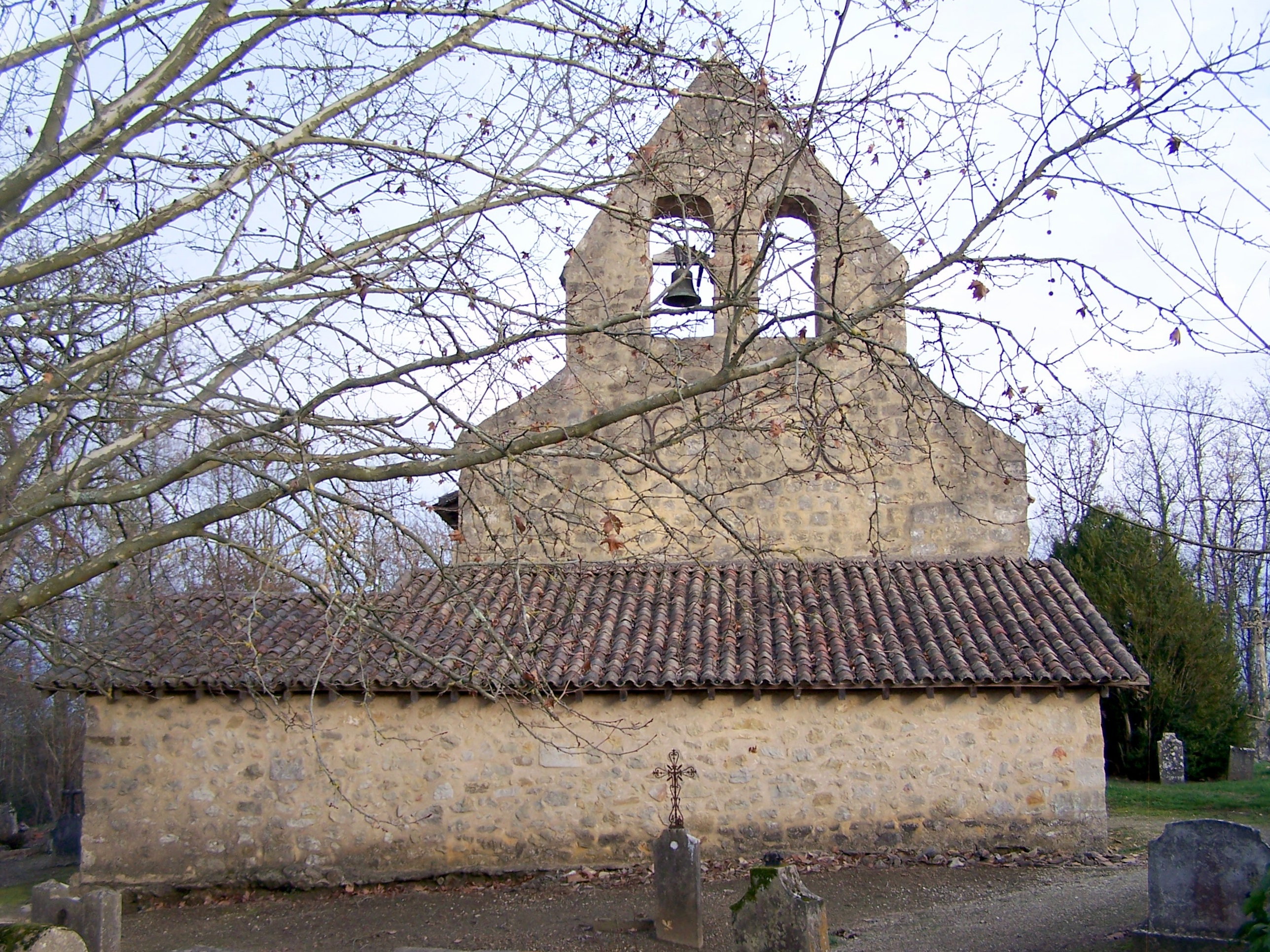
Vue ouest du porche et du clocher-pignon (déc. 2009)
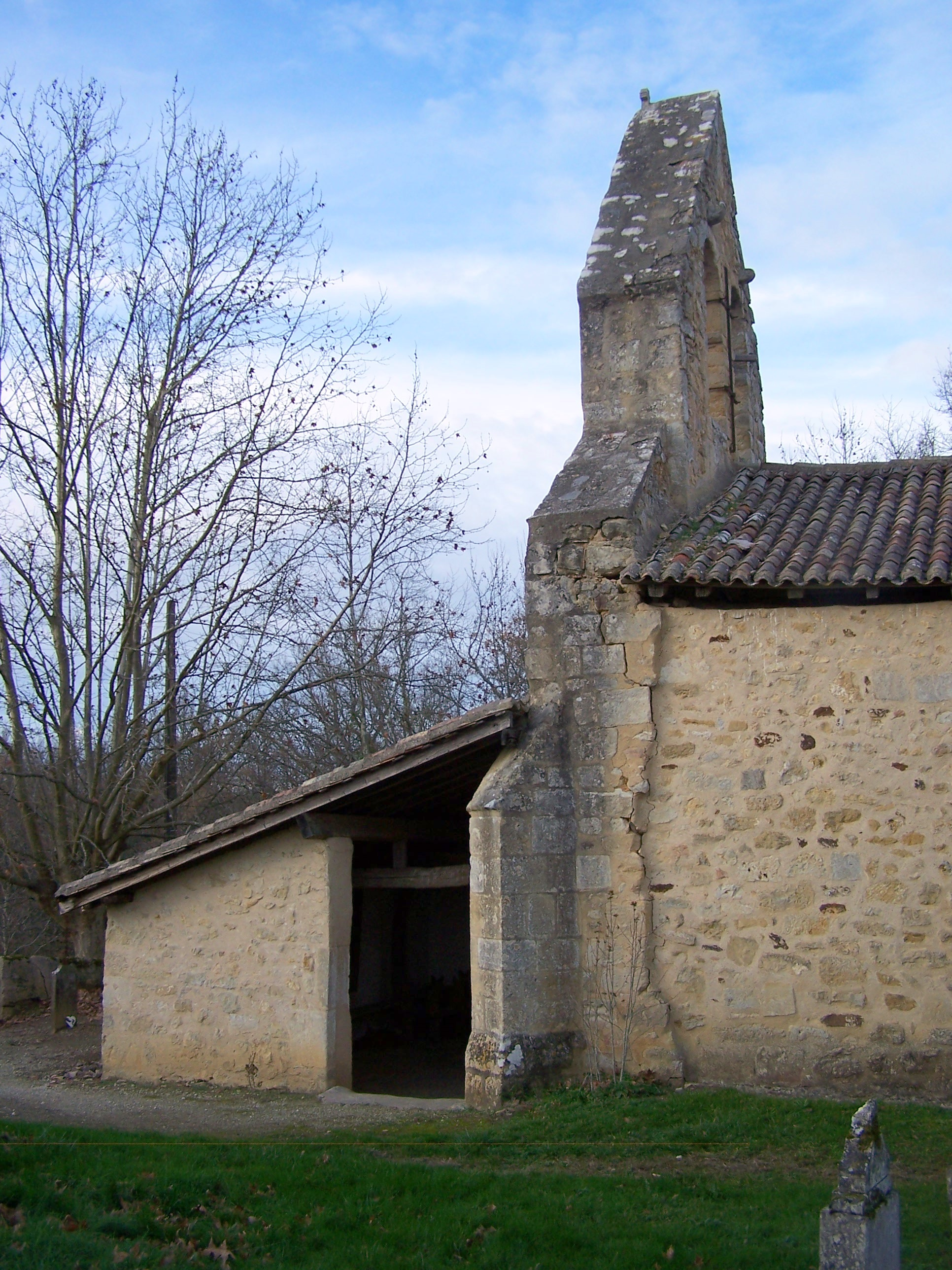
Vue sud du porche et du clocher-pignon (déc. 2009)
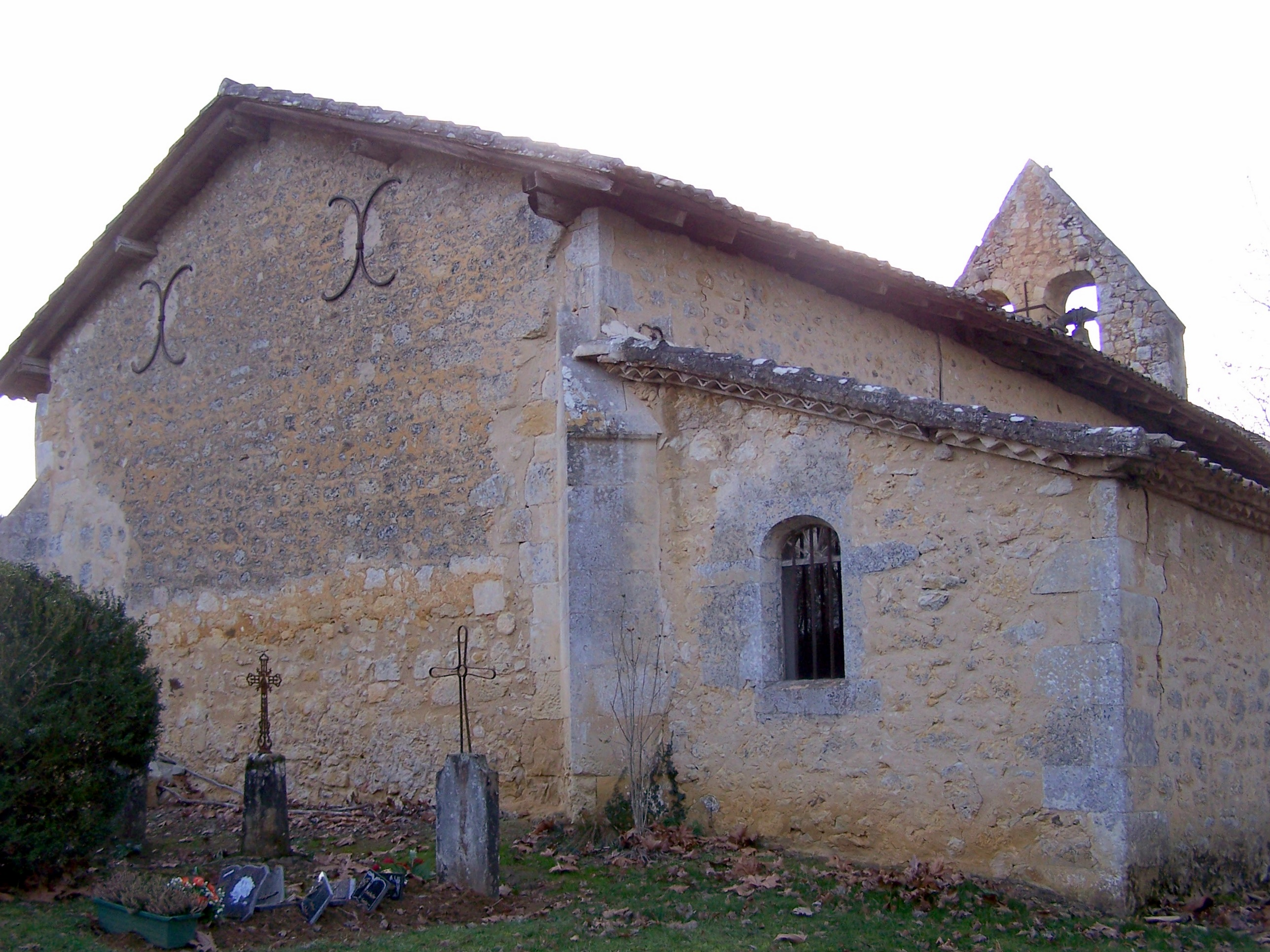
Vue nord-est du chevet (déc. 2009)